# Lea-Artibai
Die Comarca Lea-Artibai ist eine der sieben Comarcas in der Provinz Bizkaia.
Die im Osten der Provinz gelegene Comarca umfasst 12 Gemeinden auf einer Fläche von 205,66 km².

## Gemeinden
| Gemeinde                       | Einwohner (2024) | Fläche km² | Dichte Einw./km² | Cod INE | Postleitzahl |
| ------------------------------ | ---------------- | ---------- | ---------------- | ------- | ------------ |
| Amoroto                        | 394              | 12,94      | 30               | 48004   | 48289        |
| Aulesti                        | 643              | 25,31      | 25               | 48070   | 48380        |
| Berriatua                      | 1.247            | 20,23      | 62               | 48018   | 48710        |
| Etxebarria                     | 774              | 17,84      | 43               | 48030   | 48277        |
| Gizaburuaga                    | 197              | 6,32       | 31               | 48047   | 48289        |
| Ispaster                       | 712              | 22,62      | 31               | 48049   | 48288        |
| Lekeitio                       | 7.163            | 1,90       | 3.770            | 48057   | 48280        |
| Markina-Xemein                 | 5.078            | 45,49      | 112              | 48060   | 48270        |
| Mendexa                        | 424              | 6,90       | 61               | 48063   | 48289        |
| Munitibar-Arbatzegi Gerrikaitz | 466              | 24,07      | 19               | 48007   | 48381        |
| Ondarroa                       | 8.113            | 3,54       | 2.292            | 48073   | 48700        |
| Ziortza-Bolibar                | 409              | 18,50      | 22               | 48915   | 48278        |
| Comarca Lea-Artibai            | 25.620           | 205,66     | 125              | –       | –            |